# Малинів
Мали́нів — село в Україні, у Самбірському районі Львівської області. Населення становить 27 осіб. Орган місцевого самоврядування — Рудківська міська рада.